# آرنوسو

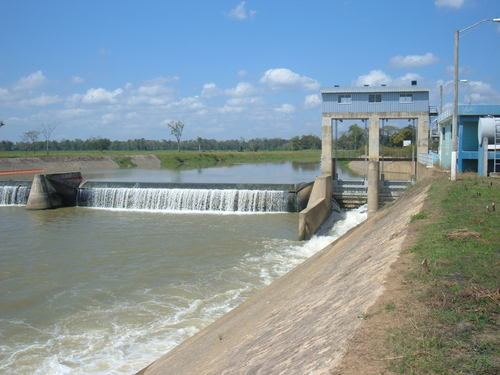
نمایی از آرنوسو

آرنوسو (به لاتین: Arenoso) یک منطقهٔ مسکونی در جمهوری دومینیکن است که در استان دوارته واقع شده‌است. آرنوسو ۱۴۲٫۲۰ کیلومتر مربع مساحت و ۱۷٬۵۸۹ نفر جمعیت دارد.